# Haagse Beek
De Haagse Beek is een waterloop in Den Haag, tussen het Schapenatjesduin aan het eind van de Machiel Vrijenhoeklaan en de Scheveningseweg. Het is oorspronkelijk een oude duinrel die het kwelwater uit de duinen opving. Die beek werd vanaf de 14e eeuw gekanaliseerd doorgetrokken naar de Hofvijver. Een deel van dat historische kanaaltje (tussen Scheveningseweg en Hofvijver) is in 1917 overkluisd. De Haagse Beek stroomt uit in de Hofvijver, die daarmee wordt voorzien van vers water, maar sinds 2001 ook gevuld wordt met voorgezuiverd Maaswater. 

## Oorsprong

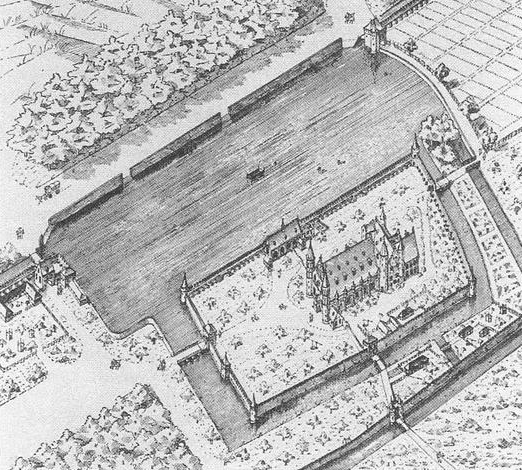
Binnenhof

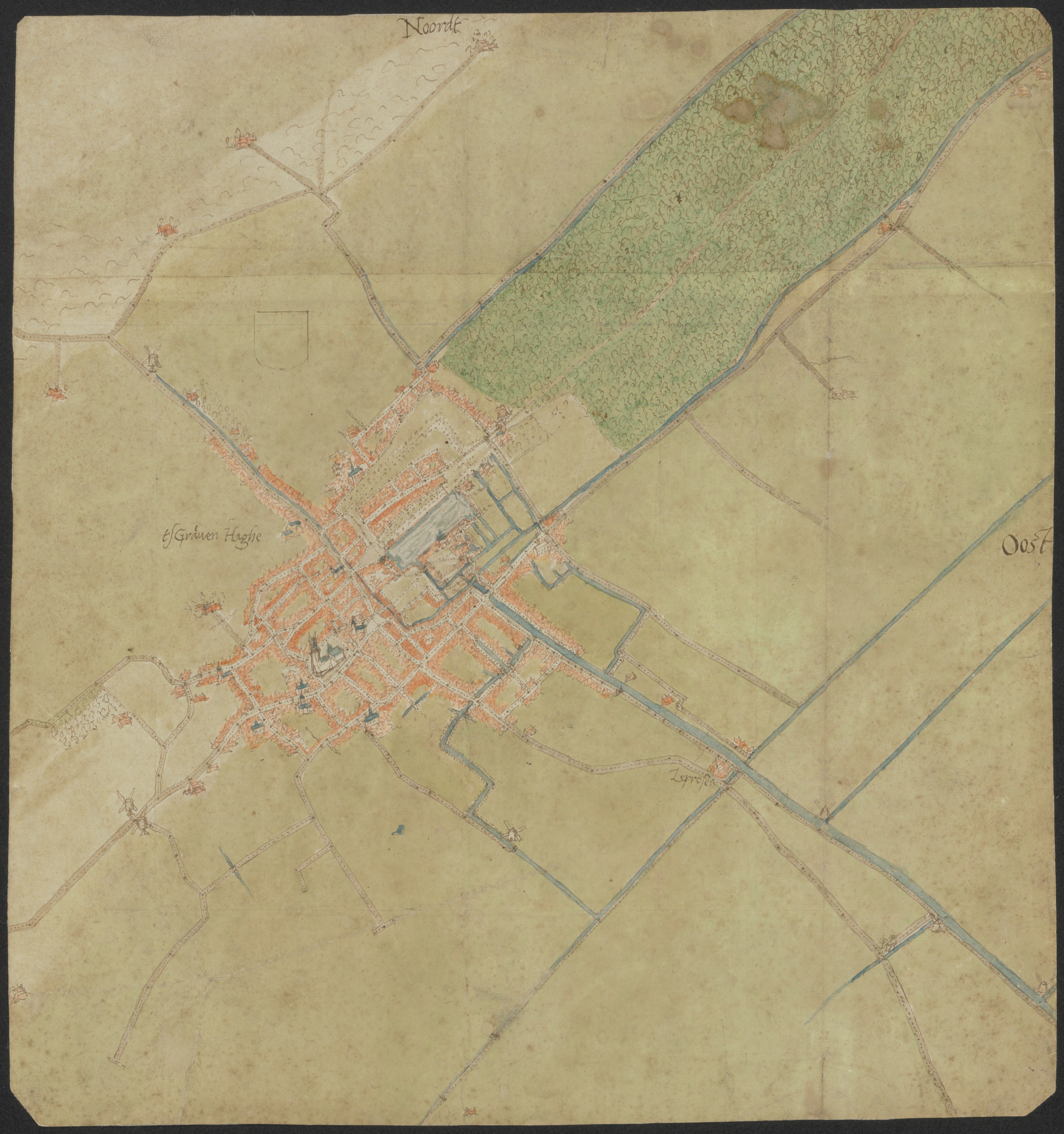
Den Haag in 1558 met de Haagse Beek

Ver voor onze jaartelling werden aan de Hollandse kust door de Noordzee lage strandwallen, oude duinen, opgeworpen. Onder invloed van klimatologische veranderingen werd de kust tussen 900 en 1100 na Christus drastisch omgevormd. Vanaf die tijd kennen we de jonge duinen die hoger opgewaaid zijn dan de oude duinen van de strandwallen. Op de lager gelegen vlakte tussen de oude duinen en de nieuwe jonge duinen ontstond door het afzakkende regenwater uit de duinen een drassige plek, een broek, later het Segbroek genoemd. Hier groeiden zegges en moerasplanten die door de jaren heen tot veenmoeras uitgroeiden. Er ontstonden ook enkele duinmeertjes, waarvan het Segmeertje een restant is. Het moeras werd in de 13e eeuw ontwaterd om er weiland van te maken. De afvoer van het water liep toen via een duinwetering richting zuidwesten. De naam Segbroekpolder wordt al in 1286 gebruikt.
De graven van Holland stichtten rond 1230 het Binnenhof. Onder Willem II, graaf van Holland en Zeeland bestond de Ridderzaal al, die hij bouwde op een smalle strandwal naast een kleine duinplas Hofvijver. Toen hij in 1256 bij Hoogwoud in zijn strijd tegen de Friezen sneuvelde, volgde de 2-jarige Floris V, ook graaf van Holland en Zeeland, hem op. In 1266 werd hij meerderjarig en nam het bestuur in eigen handen. Hij heeft het Binnenhof uitgebreid. Om voldoende water voor de slotgrachten en de vijver van het Binnenhof te hebben, liet Floris V de Haagse Beek vanuit het Segbroek aanleggen. Daarvoor moest men een strandwal ter hoogte van het latere landgoed Sorghvliet doorgraven. Sinds die tijd stroomde de beek kunstmatig de andere kant uit.
Als watertoevoer voor de slotgrachten heeft de beek niet lang dienstgedaan. De watertoevoer was onvoldoende en reeds in 1345 werd het Spui gegraven, waardoor boezemwater uit de Vliet in de slotgrachten rondom het Hof kon stromen. De Haagse Beek is lang reden van zorg geweest. Het water liep eeuwenlang via open kanaaltjes door de stad. De bevolking gooide er vaak afval in waardoor het vervuilde en de doorvoer verstopt raakte. Rond 1900 heeft het stadsbestuur besloten om die stinkende beek af te sluiten en droog te leggen. Het traject loopt nu nog tot aan het Vredespaleis.

## Traject
De Beek loopt langs Meer en Bos, de Balsemienlaan en de Sportlaan (in de Bosjes van Pex) naar de Segbroeklaan. Via duikers gaat het water onder het Afvoerkanaal door, dat in 1886 gegraven werd. Dan vervolgt de beek zijn weg langs de President Kennedylaan naar het Landgoed Zorgvliet.  De beek verlaat het landgoed weer aan de Jacob Catslaan waar hij via de Duivelsbrug door het parkje kronkelt tussen de Buitenrustweg en Rustenburgweg en daarna door de tuin van het Vredespaleis stroomt. De rest van de route naar het centrum van de stad 's-Gravenhage is drooggelegd sinds eind 19e eeuw, maar gaat ter hoogte van het Vredespaleis ondergronds in de Haagse Beek leiding richting de Hofvijver. Deze leiding heeft een aftakking richting de Archipelbuurt/Willemspark, en wordt vervolgens ter hoogte van de Scheveningseweg gestopt door een afsluiter. Achter de afsluiter bevindt zich een aantakking van het leidingstelsel van het Duinwaterbedrijf Zuid Holland (DZH) op de Haagse Beekleiding. Deze leiding loopt als aparte leiding in de Haagse Beekleiding en mondt uit in de Hofvijver.
Het water dat nu op de hoek van de Kneuterdijk en Lange Vijverberg de Hofvijver vult, is dus geen water uit de Haagse Beek. Sinds de verbetering van de waterkwaliteit van de Hofvijver in 2001 wordt de vijver door DZH gevoed met voorgezuiverd Maaswater. Het water uit de Haagse Beek stroomt via voornoemde aftakking langs de Malakkastraat (Archipelbuurt) en de Nassaulaan (Willemspark) naar de Mauritskade. 
Het traject is beschreven in een gedicht van de Haagse dichters Adriaan Bontebal en Sjaak Bral. Aan de hand van dit gedicht kan de lezer een groot gedeelte van de Haagse Beek - voor zover bovengronds - langslopen.

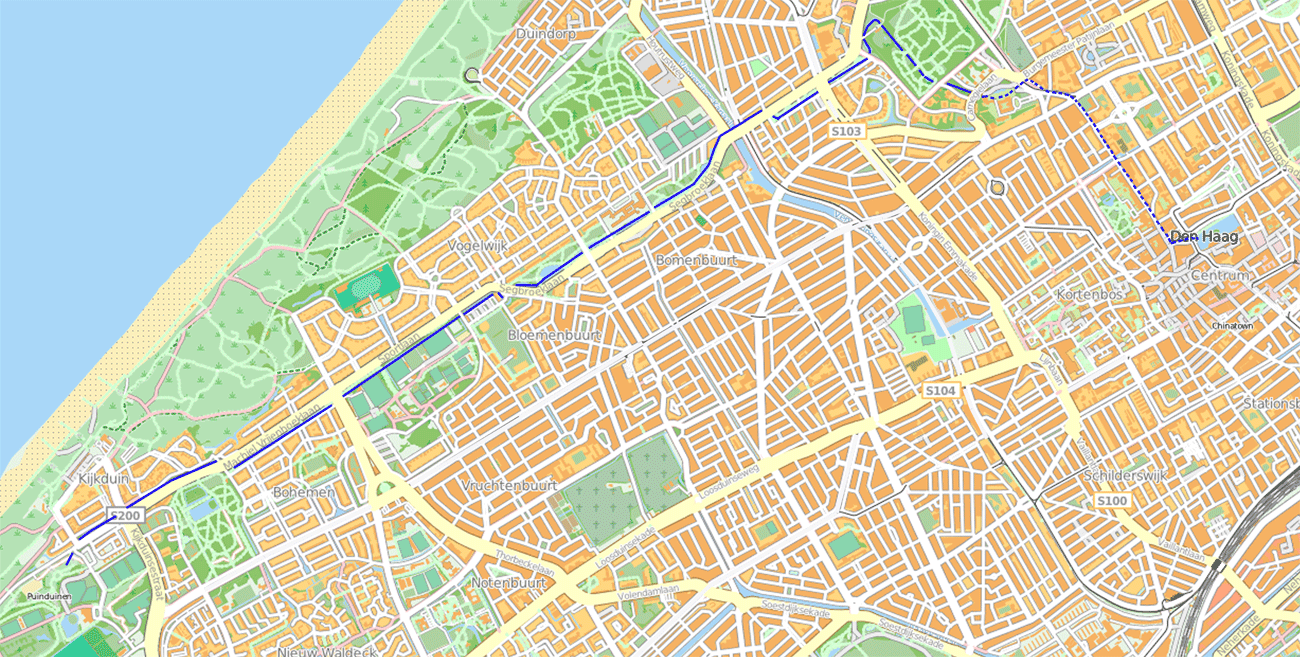
Tracé van de Haagse Beek

## Vertakkingen
Er zijn enkele vertakkingen van de Haagse Beek bekend. Landgoed Meer en Bos voedde het meer met water uit de beek, maar die aftakking is enkele jaren geleden dichtgemaakt om doorstroming van de Beek te bevorderen. Zoals hiervoor genoemd loopt wel nog steeds een zijtak naar de Burgemeester Patijnlaan voor de voormalige Alexanderkazerne langs. Het water achter de Malakkastraat alsmede het water van het Burgemeester De Monchyplein komt van die zijarm, waarna het onder de Burgemeester Kolfschotenlaan en de Burgemeester Marijnenlaan doorgaat naar de Nassaugracht via een laatste overkluizing ter hoogte van het Nassauplein, bij de Javastraat. Van daaruit stroomt het naar de Mauritskade. De Beek liep vroeger door naar de Schelpkade en kwam vandaar uit in de singelgracht die om Den Haag liep.

## Den Haag 750 jaar
Ter ere van het 750-jarig bestaan van Den Haag werd besloten de Haagse Beek op te knappen. Delen werden weer opengelegd en de kanten werden natuurvriendelijker gemaakt. Vooral aan het stuk bij het Rode Kruis Ziekenhuis is veel aandacht besteed.
Een groot probleem van de Haagse Beek is het gebrek aan verval. De beek wordt tegenwoordig gevoed vanuit het Afvoerkanaal. Daardoor kan het gebeuren dat het water bij het Rode Kruisplantsoen naar het zuiden stroomt en in het noordelijk deel naar het noorden.

## Ringweg
Er zijn discussies over de Ringweg van Den Haag. Een van de knelpunten is de weg aan de Segbroekse kant van de Houtrustbrug. Nu de Hubertustunnel klaar is, kan het verkeer tot aan de Houtrustbrug gebruikmaken van de randweg. Om de weg aan de overkant van de brug door te laten lopen zou eventueel de Sportlaan verbreed moeten worden, maar daarnaast ligt de Haagse Beek onder de grond, waarvan dus enkele jaren geleden gedeelten zijn opgegraven. 